# Tramlijn 1 (Lyon)
Tramlijn 1 van de tram van Lyon is een tramlijn in de agglomeratie van Lyon. Hij loopt van de universiteitscampus La Doua in Villeurbanne naar metrostation Debourg in het 7e arrondissement van Lyon, via de stations Part-Dieu en Perrache.

## Geschiedenis
De lijn ging in dienst op 2 januari 2001, samen met lijn 2. De lijn is op 15 september 2005 met drie stations verlengd richting het zuiden, met als nieuwe haltes Suchet, Sainte-Blandine en Montrochet. De lijn is naar het zuiden van het schiereiland verlengd in 2010 tot het Musée des Confluences. Op 19 februari 2014 werd een verlenging van deze lijn tot metrostation Debourg geopend, waardoor de wijk Gerland op de linker Rhône-oever beter verbonden is met de nieuwe wijk La Confluence en Perrache en het spoorwegstation Perrache op het Presqu'île.

## Exploitatie
De trams rijden van vijf uur 's ochtends en 1 uur 's nachts. Van maandag t/m zaterdag rijden er tussen zeven uur 's ochtends en acht uur 's avonds elke zes minuten trams, anders is dat elke vijftien minuten.

### Materieel

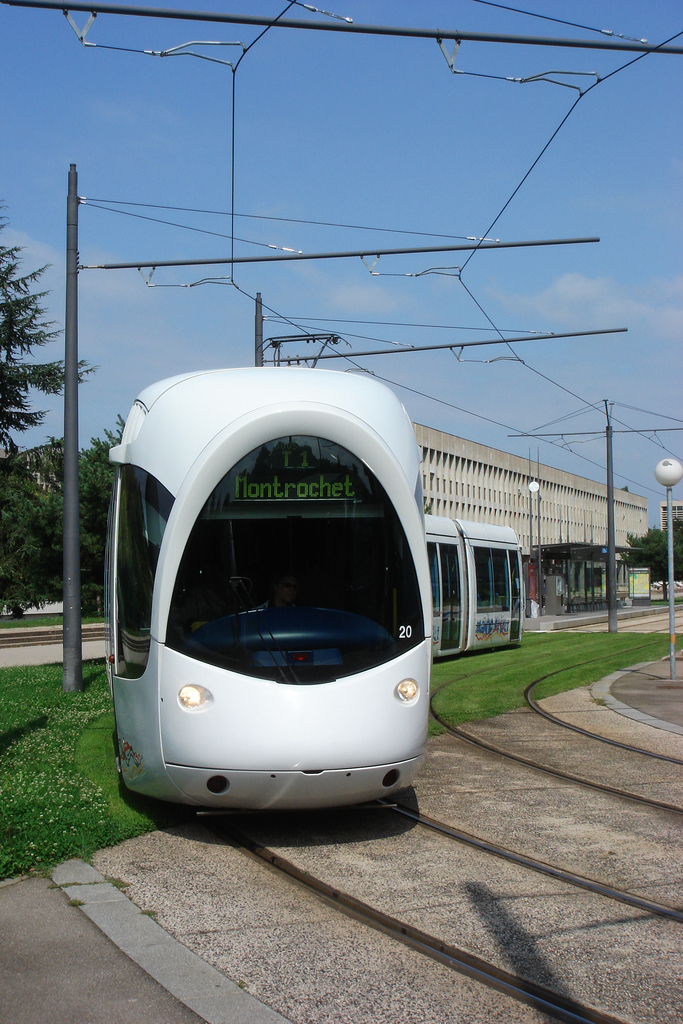
Een Citadis tram op de lijn.

De lijn wordt geëxploiteerd door Citadis 302 trams van de Franse fabrikant Alstom. De eerste werd geleverd in juni 2000 en was onderdeel van een order voor 39 treinstellen met 5 wagons op 3 draaistellen. Deze trams waren bestemd voor de tramlijnen 1 en 2. Technische informatie:
- Lengte: 32.416 m
- Breedte: 2,4 m
- Vloerhoogte boven de rail: 350 mm
- Leeg gewicht: 38,4 t
- Massa in een normale belasting: 52,48 t
- Aantal gemotoriseerde draaistellen: 2
- Voeding: 750 V =
- Capaciteit: 272 personen (56 zitplaatsen)
- Maximale snelheid: 70 km/h
- Gemiddelde afgelegde afstand per jaar: 60 000 km

De trams hebben een lage vloer, wat gemakkelijk is voor lichamelijk gehandicapten. Ook is er airconditioning.